# Gouvernement Lamrani VI
Monarchie constitutionnelle
Lamrani V Filali I
Le gouvernement Lamrani VI est le 21e gouvernement du Maroc depuis son indépendance en 1955 et le sixième du premier ministre Mohamed Karim Lamrani, il est formé le 11 novembre 1993 et dissous le 25 mai 1994,.

## Composition
| Fonction                                                                                    | Nom                           |
| ------------------------------------------------------------------------------------------- | ----------------------------- |
| Premier ministre                                                                            | Mohamed Karim Lamrani         |
| Ministre d’État                                                                             | Moulay Ahmed Alaoui           |
| Ministre d’État chargé des Affaires étrangères et de la Coopération                         | Abdellatif Filali             |
| Ministre d’État à l’Intérieur et à l’Information                                            | Driss Basri                   |
| Ministre de la justice                                                                      | Mohamed Drissi Alami Machichi |
| Ministre de la Santé publique                                                               | Abderrahim Harouchi           |
| Ministre des Finances                                                                       | Mohamed Saghou                |
| Ministre de l’Education nationale                                                           | Mohamed Knidri                |
| Ministre de la Pêche maritime et de la Marine marchande                                     | El Mostapha Sahel             |
| Ministre des Travaux publics, de la Formation professionnelle et de la Formation des cadres | Mohamed Hassad                |
| Ministre des Transports                                                                     | Rachidi Ghezouani             |
| Ministre des Postes et des Télécommunications                                               | Abdeslam Ahizoune             |
| Ministre de l’Agriculture                                                                   | Abdelaziz Meziane Belfkih     |
| Ministre de la Jeunesse et des Sports                                                       | Driss Alaoui M’Daghri         |
| Ministre du Commerce et de l’Industrie                                                      | Driss Jettou                  |
| Ministre des Habous et des Affaires islamiques                                              | Abdelkebir M’Daghri Alaoui    |
| Ministre de l’Emploi et des Affaires sociales                                               | Rafiq Haddaoui                |
| Ministre de l’Energie et des Mines                                                          | Abellatif Guerraoui           |
| Ministre des Affaires culturelles                                                           | Mohammed Allal Sinaceur       |
| Ministre de l’Habitat                                                                       | Driss Toulali                 |
| Ministre du Commerce extérieur, des Investissements extérieurs et de l’Artisanat            | Mourad Chérif                 |
| Ministre du Tourisme                                                                        | Serge Berdugo                 |
| Secrétaire général du gouvernement                                                          | Abdessadek Rabii              |
| Ministre délégué auprès du Premier ministre chargé des Affaires administratives             | Aziz Hasbi                    |
| Ministre délégué auprès du Premier ministre                                                 | Abderrahman Sbaï              |
| Ministre délégué auprès du Premier ministre chargé des Marocains Résidents à l’Etranger     | Ahmed Ouardi                  |
| Ministre délégué auprès du Premier ministre chargé des Relations avec le Parlement          | Mohamed Moâtassim             |
| Ministre délégué auprès du Premier ministre                                                 | Omar El Kabbaj                |
| Ministre délégué auprès du Premier ministre chargé des Droits de l’Homme                    | Omar Azziman                  |
| Ministre délégué auprès du Premier ministre chargé de la Privatisation                      | Abderrahman Saïdi             |
| Secrétaire d’État aux Affaires étrangères                                                   | Taïeb Fassi-Fihri             |
| Sous-secrétaire d’État auprès du ministre d’État à l’Intérieur chargé de l’Environnement    | Chaouki Sarghini              |